# Sjamasj

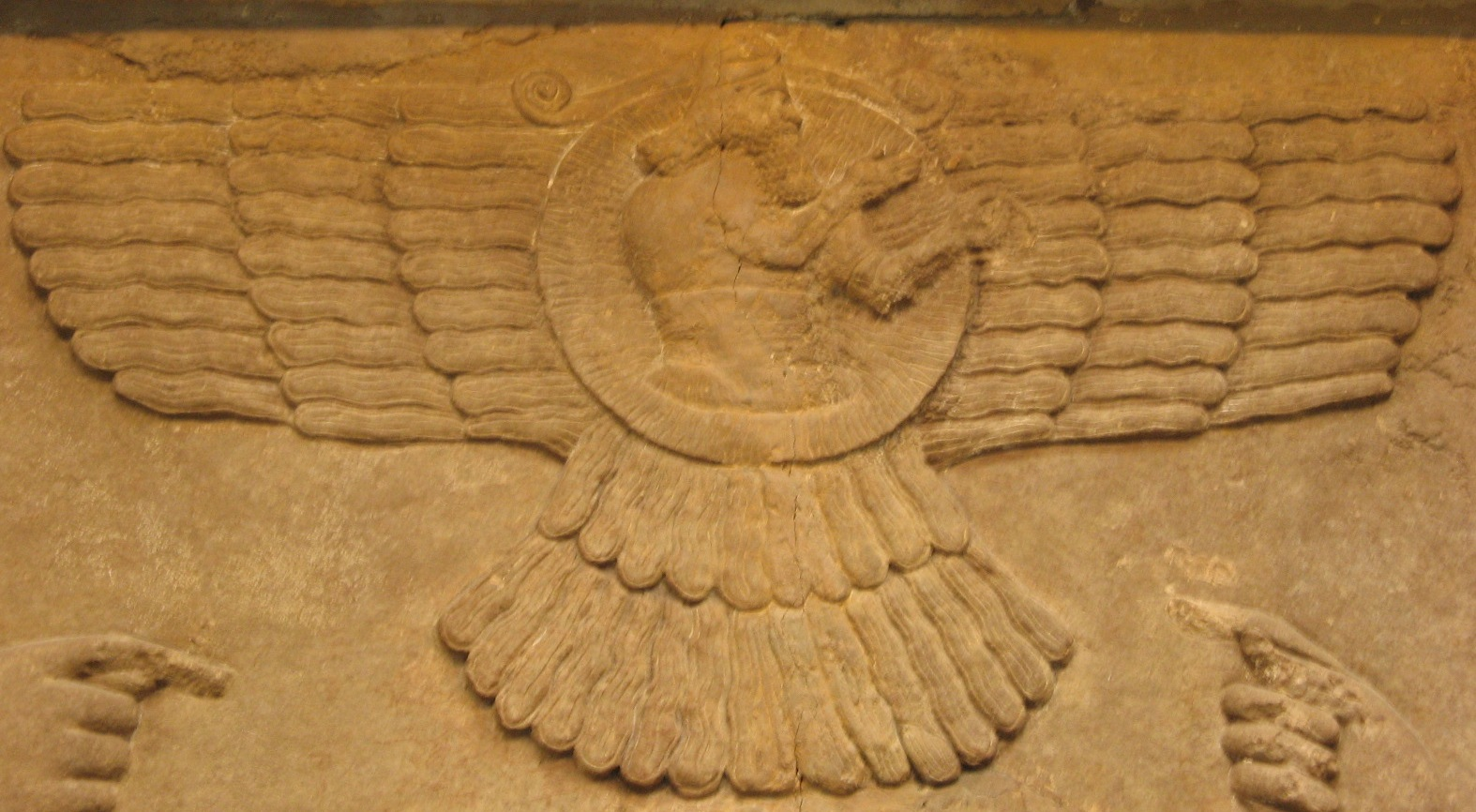
Sjamasj

Sjamasj (Šamaš, Akkadisch voor "zon") was de zonnegod in Babylonië en Assyrië; zijn Soemerische tegenhanger was Utu. Cognaten zijn het Hebreeuwse שֶׁמֶשׁ šemeš en het Arabische شمس šams.
De naam betekent "zon". Zowel in vroege als in late inscripties wordt Sjamasj (Ša-maš) aangeduid als de "nakomeling van Nanna", dus van de maangod, en aangezien in de enumeratie van het pantheon de maangod Sin over het algemeen precedentie krijgt boven Sjamasj, is het waarschijnlijk in de relatie met de maangod dat de zonnegod de afhankelijke macht lijkt. Zulk een veronderstelling lijkt gerechtvaardigd uit het belang van de maan in de kalender en in astrologische berekeningen, zowel als met het feit dat de maancultus afkomstig is van het nomadische, en daarom vroegere, stadium van beschaving, terwijl de zonnegod pas tot vol belang komt na uitvinding van landbouw.
De twee belangrijkste centra van zonaanbidding in Babylonië waren Sippara (in de heuvels bij Abu Habba) en Larsa (in het moderne Senkerah). De heiligdommen in beide plaatsen werden E-barra (of E-babbara) genoemd, "het stralende huis", een directe verwijzing naar de schitterende zonnegod. Van de twee tempels is die in Sippara de meest bekende, maar tempels voor Sjamasj werden in alle grote centra opgericht, zoals Babylon, Ur, Mari, Nippur en Ninive.
De eigenschap die het meest met Sjamasj geassocieerd wordt is rechtvaardigheid. Zoals de zon de duisternis verdrijft, zo brengt Sjamasj onrecht en misstanden aan het licht. Hammurabi schrijft de inspiratie die leidde tot het verzamelen van bestaande wetten en juridische procedures in een codex toe aan Sjamasj. Boven in de stele waarop de code is geschreven staat in een bas-reliëf een scène waarin Hammurabi in verering aan Sjamasj, als de belichaming van het idee van recht, de codex overhandigd krijgt. Enkele eeuwen voor Hammurabi verklaarde Ur-Engur van de Ur-dynastie (ca. 2600 v.Chr.) dat hij oordeel sprak "volgens de rechtvaardige wetten van Sjamasj".
Het was een logisch gevolg van het concept van de zonnegod dat hij beschouwd werd als degene die een slachtoffer uit de greep van demonen kan bevrijden. Een zieke man kon daarom Sjamasj aanroepen als de god waarop men kan vertrouwen dat hij hulp verleent aan slachtoffers van onrecht. Dit aspect van de zonnegod wordt levendig gebracht in de aan hem gewijde hymnes, die daarom als de meest schitterende producties in het gehele domein van Babylonische literatuur gezien worden. Het is evident uit beschikbaar materiaal dat de Sjamasjcultus in Sippar en Larsa dusdanig de overige lokale zonnegoden overschaduwde dat deze opgenomen werden in de overheersende godheid. In het systematische pantheon werden deze kleinere zonnegoden dienaars van Sjamasj. Zo zijn er Bunene als zijn wagenmenner, wiens wederhelft Atgi-makh is, Kettu ("rechtmatigheid") en Mešaru ("recht"), die worden geïntroduceerd als dienaars van Sjamasj. Andere zonnegoden, zoals Ninurta en Nergal, de patroongoden van belangrijke centra, behielden hun onafhankelijke bestaan als bepaalde fasen van de zon. Ninib werd de zonnegod van de ochtend en de lente, en Nergal de zonnegod van de middag en de zomerzonnewende, terwijl Sjamasj gezien werd als de algemene zonnegod.

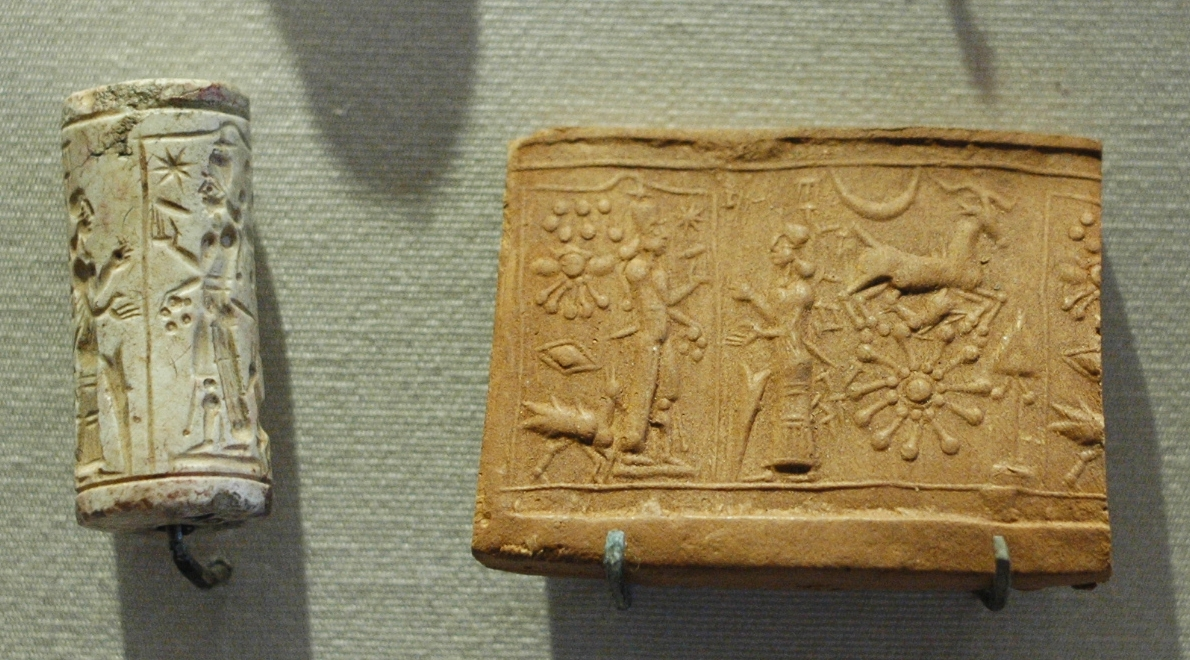
Mesopotamische kalksteen rolzegel en afdruk: verering van Sjamasj (Louvre)

Samen met Sin en Isjtar vormt Sjamasj de tweede triade naast Anu, Enlil en Ea. De drie machten, Sjamasj, Sin en Isjtar, symboliseren de drie grote krachten van de natuur: de zon, de maan en de leven brengende kracht van de aarde. Soms vinden we de stormgod Adad geassocieerd met Sin en Sjamasj, in plaats van Isjtar, en het is best mogelijk dat deze twee varianten op de triade de doctrines van twee verschillende theologische stromingen in Babylonië weergeven, om vervolgens samengevoegd te worden in de erkenning van een groep bestaande uit alle vier de godheden.
De metgezel van Sjamasj stond bekend als A. Ze wordt echter nauwelijks genoemd in de inscripties behalve in combinatie met Sjamasj.